# Csangping metróvonal (Peking)
A pekingi Csangping (Changping) metróvonal (egyszerűsített kínai: 北京地铁昌平线; pinjin: běijīng dìtiě chāngpíng xiàn) Hsziercsi (Xi’erqi) és Csangpingszisankou (Changpingxishankou) között közlekedik. A vonal nagy része a földfelszínen halad, az egyetlen földalatti állomása a Nansao (Nanshao). A Csangping (Changping) vonal színe      rózsaszín.

## Története
Az első szakasz építését 2009-ben kezdték el. A munka 2010. szeptember 19-én fejeződött be, majd ezt három hónapos utas nélküli tesztidőszak követte. A vonalon 2010. december 30-án indult el a közlekedés.
2015. december 4-én megindult a próbaüzem a második szakaszon is, Nansao (Nanshao) és Csangpingszisankou (Changpingxishankou) állomások között.

## Üzemidő
| Csangping (Changping) vonal indulásai        | Első  | Utolsó |
| -------------------------------------------- | ----- | ------ |
| Csangpingszisankou (Changpingxishankou) felé | 05:40 | 23:05  |
| Hsziercsi (Xi’erqi) felé                     | 05:37 | 23:20  |

## Állomáslista
| Csangping (Changping) vonal (Xi’erqi – Changpingxishankou) |                     |             |
| Állomás (angol név)                                        | Állomás (kínai név) | Átszállás   |
|                                                            |                     |             |
| Xi’erqi                                                    | 西二旗              | 13-as vonal |
| Life Science Park                                          | 生命科学园          |             |
| Zhuxinzhuang                                               | 朱辛庄              | 8-as vonal  |
| Gonghuacheng                                               | 巩华城              |             |
| Shahe                                                      | 沙河                |             |
| Shahe University Park                                      | 沙河高教园          |             |
| Nanshao                                                    | 南邵                |             |
| Beishaowa                                                  | 北邵洼              |             |
| Changpingdongguan                                          | 昌平东关            |             |
| Changping                                                  | 昌平                |             |
| Ming Tombs Scenic Area                                     | 十三陵景区          |             |
| Changpingxishankou                                         | 昌平西山口          |             |
|                                                            |                     |             |

## Fordítás
- Ez a szócikk részben vagy egészben  a   Changping Line, Beijing Subway című angol Wikipédia-szócikk fordításán alapul.  Az eredeti cikk szerkesztőit annak laptörténete sorolja fel. Ez a jelzés csupán a megfogalmazás eredetét és a szerzői jogokat jelzi, nem szolgál a cikkben szereplő információk forrásmegjelöléseként.
- Ez a szócikk részben vagy egészben  a(z)   北京地铁昌平线 című kínai Wikipédia-szócikk fordításán alapul.  Az eredeti cikk szerkesztőit annak laptörténete sorolja fel. Ez a jelzés csupán a megfogalmazás eredetét és a szerzői jogokat jelzi, nem szolgál a cikkben szereplő információk forrásmegjelöléseként.